# Jodocus Hondius II
Pour les articles homonymes, voir Hondius.
Jodocus Hondius II ou Jodocus Hondius le Jeune (Amsterdam, 1593 - ca. 1633) est un cartographe, graveur et éditeur néerlandais.
Il est le fils de Jodocus Hondius I, un cartographe important.

## Biographie
Jodocus Hondius est né à Amsterdam le 1er novembre 1593 (et baptisé le 9),. Il est le fils de Jodocus Hondius I et de Colette van den Keere, et est le frère de Hendrik Hondius II, tous artistes graveurs et cartographes.
Il se marie le 5 juin 1621 avec Anna Staffmaeckers, avec qui il a trois fils, Jodocus en 1622,  Pieter en 1623 et David en 1625,.
En 1621, lui et son frère prennent leur indépendance et ouvrent chacun un autre magasin d'estampes. Jodocus Hondius II est actif à Amsterdam comme cartographe, graveur et éditeur. Comme graveur, il réalise principalement des cartes et des portraits de la famille royale Orange.

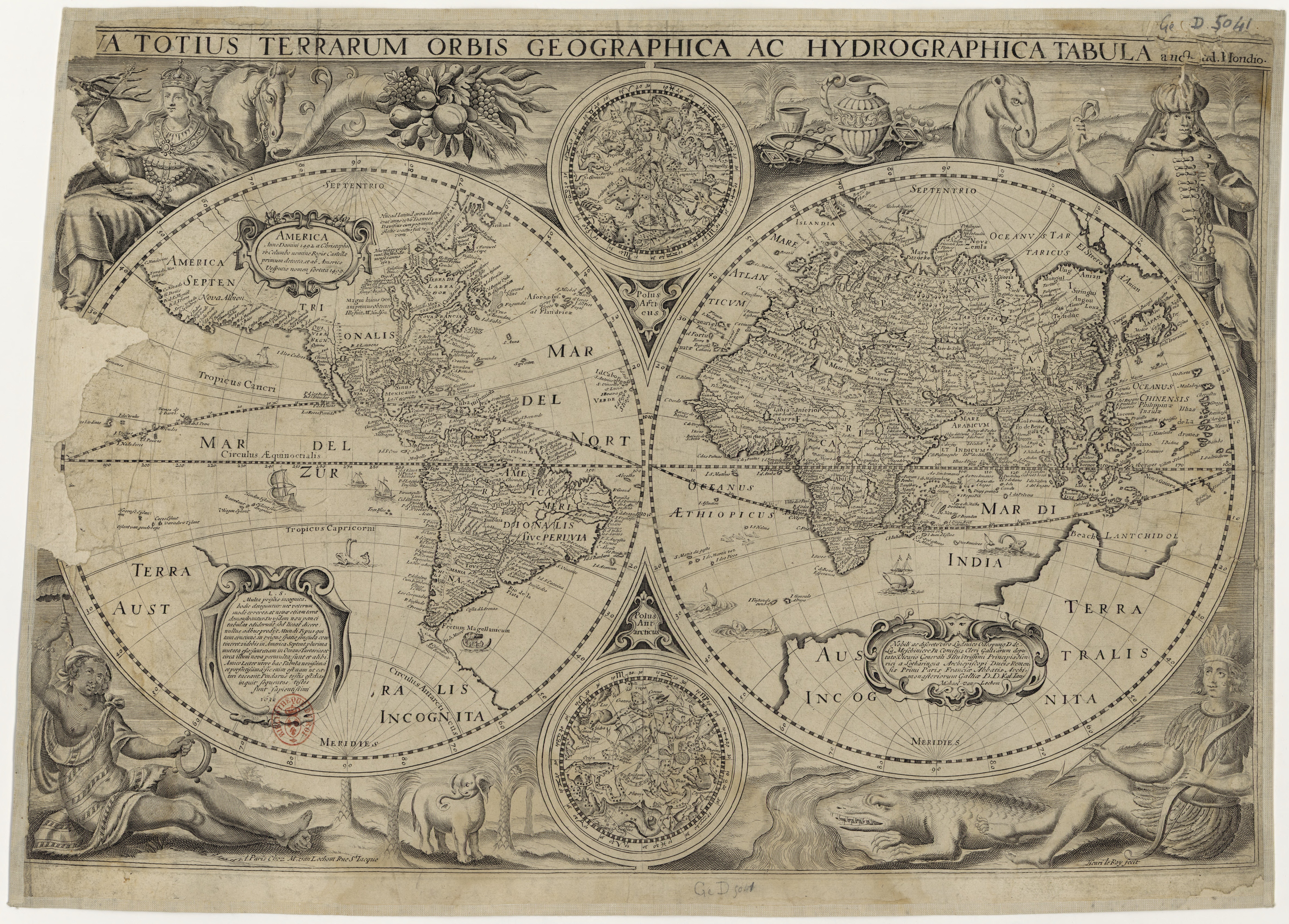
Nova totius terrarum orbis geographica ac hydrographica tabula, publié après sa mort, en 1636.

Vers 1629, Jodocus Hondius II publie Terra Sancta quae in Sacris Terra Promissionis olim Palestina : c'est une nouvelle version de la même carte réalisée par son père, mais inspirée de la carte du Laicksteen-Sgrooten de 1570.
La date de décès de Jodocus Hondius II est incertaine : elle se situe entre 1628 et 1633 ; le Thieme-Becker la situe d'ailleurs à cette année, ou peu avant,. À sa mort, Willem Blaeu et Johannes Janssonius, beau-frère de Hondius II, se disputent ses plaques, que le premier obtient finalement,.